# Kali Tirto
Kali Tirto is een bestuurslaag in het regentschap Sleman van de provincie Jogjakarta, Indonesië. Kali Tirto telt 12.403 inwoners (volkstelling 2010).